# Trachycephalus atlas
Espèce
Statut de conservation UICN

 LC  : Préoccupation mineure
Trachycephalus atlas est une espèce d'amphibiens de la famille des Hylidae.

## Répartition
Cette espèce est endémique du Brésil. Elle se rencontre vers 800 m d'altitude dans les États de Bahia, du Paraíba, du Ceará et du Pernambouc.

## Publication originale
- Bokermann, 1966 : Una nueva especie de Trachycephalus de Bahia, Brasil. Neotropica, vol. 12, p. 120-124.